# Hronská Breznica, Zvolen
Hronská Breznica este o comună slovacă, aflată în districtul Zvolen din regiunea Banská Bystrica, pe malul râului Hron. Localitatea se află la altitudinea de 268 m deasupra n.m., se întinde pe o suprafață de 9,52 km2 și în 2017 număra 253 de locuitori.

## Istoric
Localitatea Hronská Breznica este atestată documentar din 1424.

## Demografie
| An:                | 1994 | 2004    | 2014   | 2024   |
| ------------------ | ---- | ------- | ------ | ------ |
| Număr de persoane: | 258  | 286     | 261    | 251    |
| Diferență:         |      | +10,85% | −8,74% | −3,83% |

| An:                | 2023 | 2024   |
| ------------------ | ---- | ------ |
| Număr de persoane: | 244  | 251    |
| Diferență:         |      | +2,86% |